# Lycée bulgare de garçons de Thessalonique

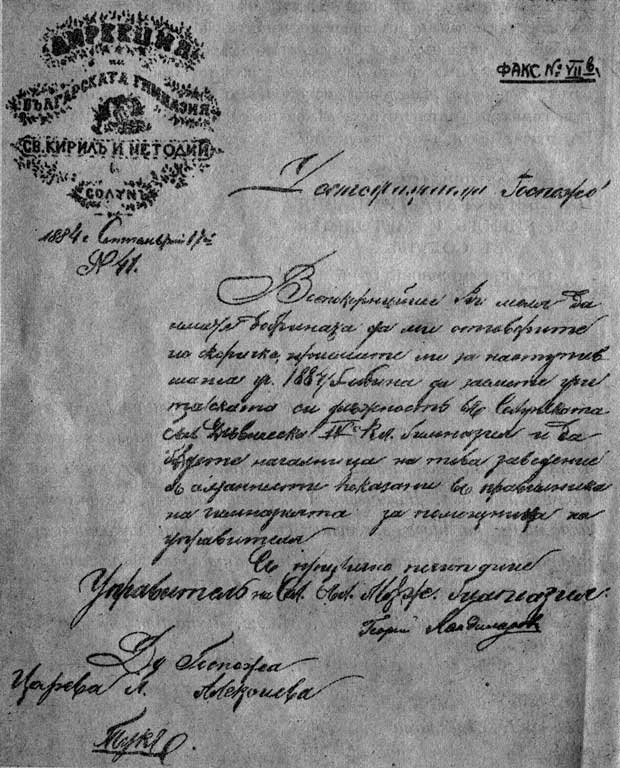
Document émis par l'administration de l'école en 1884. Le logo de l'école et son nom sont visibles : Lycée bulgare - Sts. Cyrille et Méthode - Thessalonique.

Le lycée bulgare de garçons de Thessalonique Saints Cyrille et Méthode (en bulgare : Солунска българска мъжка гимназия « Св св Кирил и Методий »), a été le premier lycée bulgare de Macédoine. C'est l'un des centres d'enseignements bulgares les plus importants en Macédoine. Le lycée est fondé à l'automne 1880, et existe jusqu'en 1913. Le successeur du lycée bulgare pour garçons de Thessalonique est le lycée classique national Saints Cyrille et Méthode (bg) de Blagoevgrad.

## Histoire

### Création du lycée
Après l'insurrection bulgare d'avril 1876 et les événements qui ont suivi en 1877-1879 (la guerre russo-turque de 1877-1878, le Soulèvement de Krésna-Razlog, et autres), l'œuvre éducative bulgare en Macédoine a subi un certain nombre de coups. Profitant des sentiments anti bulgares des dirigeants, les évêques grecs ont réussi à fermer de nombreuses écoles bulgares et à restituer la langue grecque à de nombreuses églises bulgares. Une partie de l'intelligentsia bulgare a émigré vers la Principauté de Bulgarie ou la Roumélie orientale. Cependant, les éducateurs bulgares poursuivirent leurs activités, soutenus par les municipalités bulgares locales, l'exarchat bulgare et le nouvel État bulgare. Dans cette situation difficile, la situation à Thessalonique est relativement plus calme. La présence de consuls et de missions étrangères limite dans une certaine mesure le régime du gouvernement turc. Ce fait en soi est pointé du doigt comme argument pour ouvrir un lycée bulgare en Macédoine, similaire à ceux de Sofia et de Plovdiv.
En 1880, l'Empire ottoman a adopté la loi sur les provinces, qui a supprimé une partie de la capacité des évêques grecs à contrôler les écoles bulgares. À l'été 1880, en utilisant les nouvelles conditions, l'activiste de la Renaissance bulgare Kouzman Chapkarev (bg) a préparé un plan global pour l'enseignement en Macédoine. Selon ce plan, le centre d'enseignement devrait être la capitale de la Macédoine, Thessalonique. Un lycée complet de garçons et de filles avec des internats devrait y être établi. Auparavant, il y avait en Macédoine 667 écoles bulgares de base avec 949 enseignants et 36 623 élèves. Le principal obstacle pour Chapkarev est l'objection de l'exarchat, de Thessalonique comme lieu pour le lycée. Le président du Conseil des ministres de la principauté de Bulgarie, Dragan Tsankov se range à l'avis de l'exarchat et propose une ville purement bulgare en Macédoine.

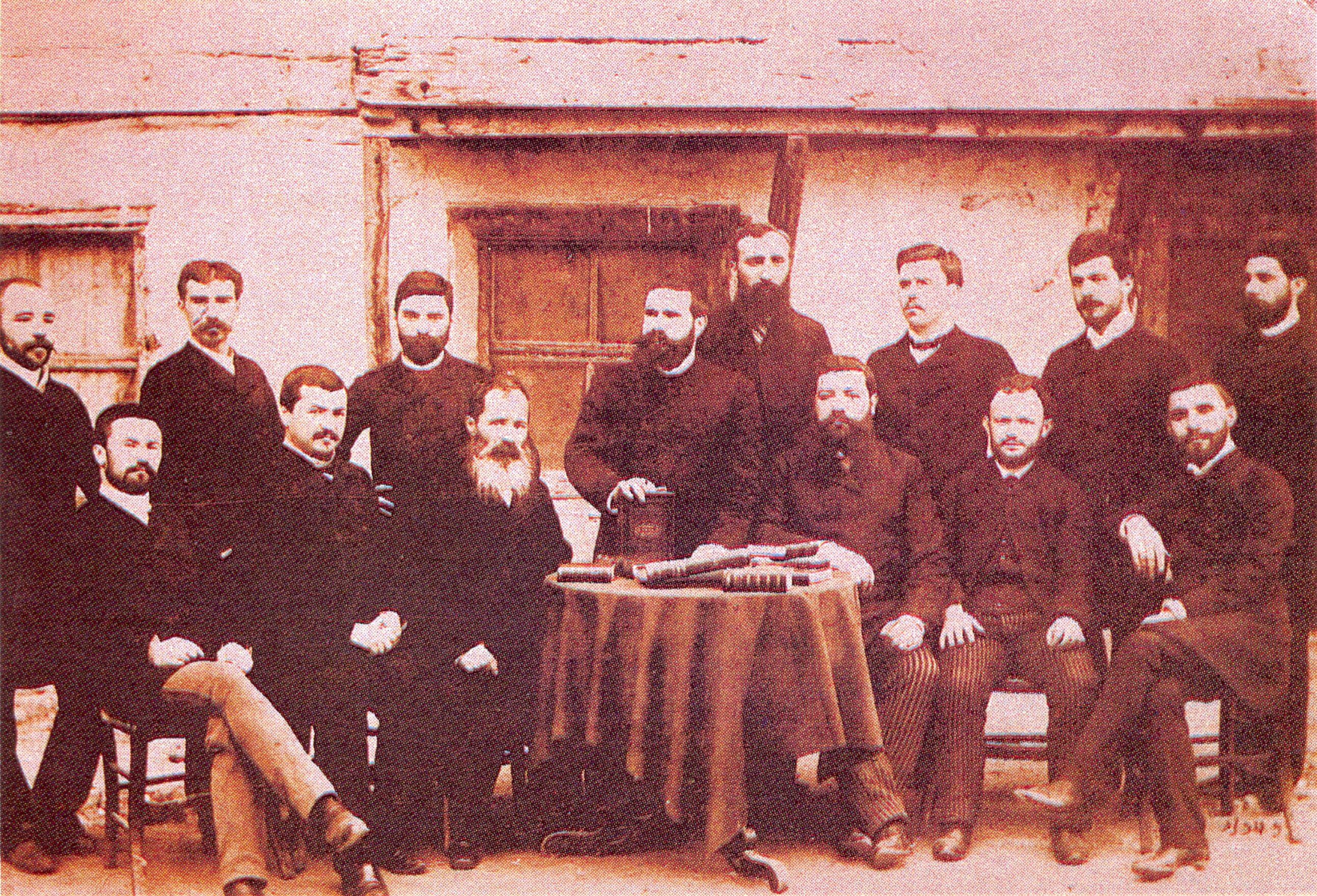
Enseignants du lycée en 1890

Chapkarev est arrivé à Thessalonique le 3 juillet 1880 et a trouvé les écoles bulgares en ruines avec un total de 17 élèves et quelques uns plus âgés, qui formaient quelque chose comme la première année. Jusqu'au début de la première année scolaire (1880-1881), la municipalité de Thessalonique s'est penchée sur la question soulevée par Chapkarev pour renforcer le travail pédagogique et a décidé d'ouvrir un lycée de garçons et de filles, et le protocole a été envoyé à l'exarchat pour approbation. Chapkarev est allé avec lui à Istamboul et en août de 1880 est revenu à Thessalonique avec l'acte publié, signé par l'exarque Joseph I (bg) pour l'ouverture des deux lycées
. Début octobre 1880, avec une prière officielle, à laquelle assistent de nombreux Bulgares, Grecs et Turcs, des classes sont ouvertes dans le lycée situé dans le quartier Ayrindjiik. Ainsi, à l'automne 1880, avec l'aide de la municipalité bulgare de Thessalonique et de l'exarchat, commence le lycée bulgare pour garçons de Thessalonique « Saints Cyrille et Méthode ». Le lycée de garçons commence avec deux classes (100 élèves) et quatre enseignants, et le lycée de filles avec la première année (40 élèves) et un enseignant.
En décembre 1880, Kouzman Chapkarev (bg) reçut une lettre de l'exarchat bulgare, de l'archimandrite Kozma Pretchistanski (bg), annonçant la décision de l'exarchat d'avoir un lycée bulgare régulier et complet, avec internat, à Thessalonique l'année suivante.
Cependant, le choix de Thessalonique rencontra la résistance du protosyncelle de l'exarque Joseph I (bg), l'archimandrite Metodiy Koussev (bg) de Prilep, et du secrétaire de l'exarchat Dobri Gantchev (bg), qui à l'époque dirigeaient l'exarchat en raison de l'absence de l'exarque de Bulgarie[8], et qui proposèrent que le centre de formation en Macédoine soit la ville de Prilep, à cause de sa situation centrale et de sa population bulgare instruite et curieuse.
Au cours de la deuxième année scolaire 1881-1882, deux enseignants nouvellement envoyés par l'exarchat informèrent Chapkarev que l'exarchat avait l'intention d'ouvrir à Prilep le lycée initialement prévu à Thessalonique.
Cependant, Chapkarev réussit à persuader l'exarchat d'établir Thessalonique comme futur centre éducatif pour les Bulgares en Macédoine. En octobre 1881, plusieurs enseignants arrivèrent à Thessalonique avec le secrétaire de l'exarchat Dobri Gantchev (bg) pour ouvrir officiellement le lycée.
Dans la période initiale de son existence, le lycée était soutenu financièrement par le gouvernement de la Roumélie orientale.

### Développement et fermeture

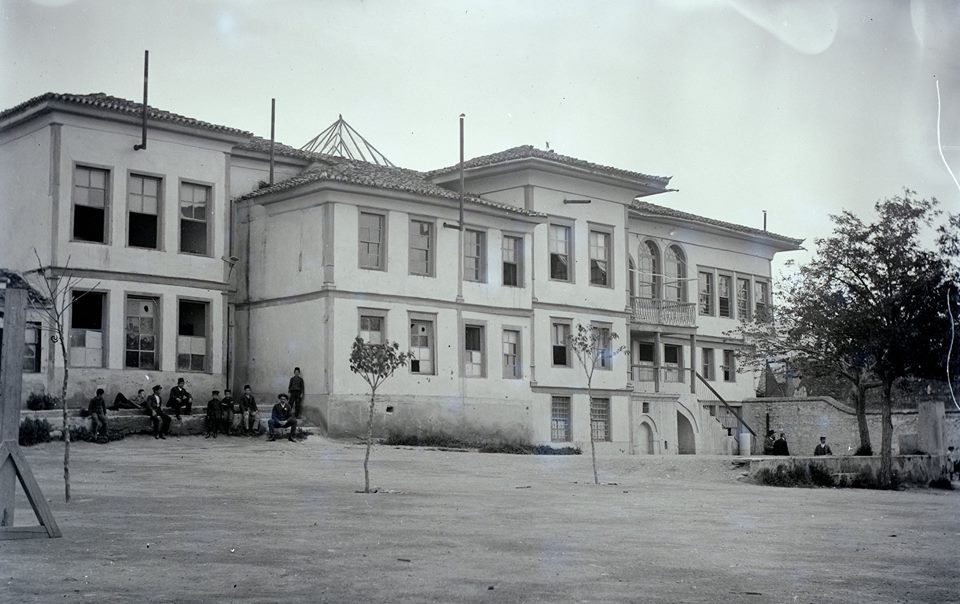
Le lycée bulgare de garçons « Saints Cyrille et Méthode » à Thessalonique au début du XXe siècle.

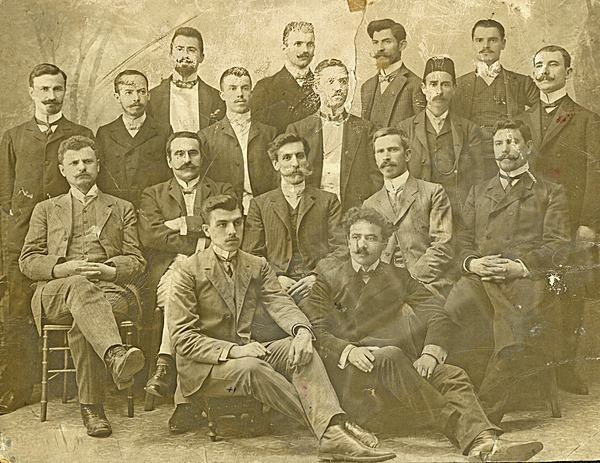
Enseignants du lycée de garçons et du lycée commercial de Thessalonique, 1908

Au cours de la première année scolaire, seules deux classes fonctionnaient et à l'automne 1881, deux autres s'ouvraient. La même année 1881, le 5 octobre, le lycée de garçons a été nommé d'après les frères Thessaloniciens Cyrille et Méthode. Comme le lycée de garçons n'était pas initialement plein, on l'appelait souvent « l'école primaire de Thessalonique ». Il était soutenu par l'exarchat bulgare et la municipalité bulgare de Thessalonique. Son financement était couvert principalement par l'aide volontaire du prince Aleksandăr Bogoridi (bg), des Bulgares de Macédoine et des citoyens de Thessalonique.
La première année scolaire des lycées s'est terminée avec succès par un acte public en présence de nombreux Bulgares, citoyens d'autres nationalités, représentants du gouvernement, consuls autrichiens et roumains et un fonctionnaire de l'Ambassade de Russie à Constantinople. Les professeurs du lycée de garçons en première année sont : Kouzman Chapkarev (bg) (professeur principal), Christo Boutchkov (bg), Trayan Chatlev et Christo Popstoyanov (bg).
La municipalité de Thessalonique  essaya d'attirer un personnel enseignant compétent au début de l'année scolaire suivante et demanda à l'exarchat que les enseignants qu'elle enverrait à Thessalonique soient des personnes solides, politiquement dignes de confiance et n'ayant pas plus de 20-22 ans. Ils essayèrent d'attirer K. Pomenov en tant que directeur, mais après sa démission d'Istamboul, ils ont recommandé Bojil Raynov (bg), demandant une assistance complète pour le bon fonctionnement de l'école afin de faciliter l'ascension de l'école comme un lycée à part entière
Au début de 1881-1882, ouvrit la troisième année du lycée de garçons. Un nombre de 123 élèves étaient inscrits (première année : 63, deuxième année : 41, troisième année : 19). Les enseignants étaient au nombre de cinq personnes, ainsi que le directeur Bojil Raynov (bg). Un conseil des enseignants a été formé, qui est présidé par Kozma Pretchistanski (bg) et a pour fonctions de contrôler le respect de l'ordre interne et de résoudre les problèmes de nature pédagogique.
En 1883-1884, le lycée ouvrait la 4e année. Trayko Kitantchev (bg), qui a été élu président du conseil pédagogique, et Bojil Raynov (bg) essayèrent d'organiser le travail éducatif selon les principes modernes.
Le lycée pour garçons de Thessalonique est devenu le troisième lycée complet des terres bulgares au cours de l'année scolaire 1885-1886 après ceux de Sofia et de Plovdiv. Au cours de l'année scolaire 1886-1887, le lycée allait jusqu'à la septième année et 129 étudiants y avaient étudié. Le développement du lycée s'est poursuivi l'année suivante 1887-1888, lorsque le département pédagogique a été ouvert pour la première année, et l'année scolaire suivante pour la deuxième année. Le département a existé jusqu'à l'année scolaire 1895-1896 et a produit huit diplômés.
Il y avait aussi une station météorologique au lycée, qui a publié un « Rapport annuel » de 1895 à 1911
À la veille du soulèvement de l'insurrection d'Ilinden–Préobrajénié, l'atmosphère en Macédoine était extrêmement tendue, ce qui a également affecté le travail scolaire. Les autorités turques se sont brutalement immiscées dans la vie des lycées de Thessalonique, qui sont considérés comme une source d'idées révolutionnaires et un centre pour les combattants de la libération. Le 17 novembre 1901, une inspection surprise a été effectuée par les autorités ottomanes au lycée et certains des étudiants les plus actifs ont été arrêtés. Les personnes arrêtées sont généralement torturées et condamnées à la prison. Il est fait mention d'inquisitions d'étudiants détenus et d'emprisonnement dans un rapport de lycée. Dans une telle situation, l'année scolaire 1903-1904 fut également assez difficile
La révolution des Jeunes-Turcs de 1908 a également eu une grande influence sur les élèves du secondaire. Dans les lycées de Thessalonique, les idées de libération se heurtent aux nouvelles influences socialistes. Un rapport du lycée a indiqué que Thessalonique  a été inondée par des socialistes qui ont trouvé des partisans, y compris parmi les lycéens. Le journal Narodna Volia (bg), publié à Thessalonique  à l'époque, insistait pour que l'exarchat ne s'occupe que des questions spirituelles et que le travail éducatif soit gouverné par des organes centraux élus par chaque nation.
Le lycée de garçons a ouvert la huitième année au cours de l'année scolaire 1910-1911, et les trois premières années ont été considérées comme un collège. Les dernières années scolaires sont extrêmement actives. Les étudiants atteignent le nombre de 260, la moitié d'entre eux de Koukouch et de Thessalonique, et le reste de différents endroits de Macédoine.
Après la première guerre balkanique, le 8 juin 1913, la gendarmerie grecque crétoise envahit le pensionnat du lycée de garçons, brisa l'inventaire, emporta les objets les plus précieux et les économies des étudiants. Le lycée bulgare de garçons de Thessalonique  a existé jusqu'au 17 juin 1913 et le 18 juin, tous les locaux scolaires et internats bulgares étaient aux mains des Grecs. À cette date, les troupes grecques ont repris le lycée et tué les étudiants Il. Lyoutviev, D. Velev et P. Choukarov. Le matériel scolaire, le musée du commerce, la station météorologique ont été pillés. Pavel Chatev (bg) a témoigné :
« Environ 15 000 volumes des bibliothèques des lycées et écoles bulgares ont été pillés, dispersés dans les rues, où les foules grecques plaisantaient sur les écritures slaves et bulgares, les brûlant en tas. Pendant ce temps, nous avons personnellement regardé ce spectacle barbare, comment impitoyablement et sauvagement des livres précieux, des œuvres sélectionnées et des parchemins rares ont été jetés dans les rues. »
Beaucoup de ses diplômés sont devenus enseignants ou révolutionnaires. Par la suite, l'école de garçons fusionne avec l'école de filles (en) sous le nom de « Lycée mixte de Stroumitsa ». Il s'installe successivement dans les villes de Stroumitsa, Chtip, à nouveau Stroumitsa, Pétritch. En 1920, il s'installe définitivement dans la ville de Gorna Djoumaya (aujourd'hui Blagoevgrad), en Bulgarie, où il existe encore aujourd'hui sous le nom de lycée classique national « Saints Cyrille et Méthode » (bg).
Les autorités turques considèrent le lycée bulgare pour garçons de Thessalonique comme une école modèle. A cette occasion, un homme d'État turc écrit dans ses mémoires :
« Les Bulgares de Thessalonique avaient un internat, qui éduquait des jeunes de toute la Macédoine, car il y avait très peu de Bulgares dans la ville... Cependant, la majorité de la population chrétienne en Macédoine était bulgare. Le patriarcat contrôlait de nombreux villages bulgares et considérait que presque toute la population était grecque, mais elle était bulgare, parlait bulgare et ne comprenait presque rien aux prières grecques. Le patriarcat, en effet, reposait sur la table des ignorants et des fanatiques. Le lycée bulgare de Thessalonique était parfaitement aménagé et les Turcs et les Grecs en étaient jaloux... Des enseignants compétents et talentueux ont été envoyés de Bulgarie, qui avaient tous un idéal national commun. Ce lycée formait des jeunes, qui, dispersés à l'intérieur et dans l'ensemble de la population rurale inculquèrent à nouveau le même idéal national commun. Des professeurs de turc compétents tels que le cinquième Sadi Effendi, Gyumrukchizaade Fazal Bey, l'inspecteur scolaire Edhem Effendi enseignaient essentiellement le turc, contrairement à d'autres écoles, grecques, juives et autres... »
Au cours de ses 33 années d'existence, 5 820 étudiants sont formés, dont 5 389 restent plus longtemps. 488 étudiants obtiennent leur diplôme. Pour les quatre années de son existence indépendante, le Trade High School a accueilli un total de 504 élèves, en dehors des 395 élèves qui étudiaient auparavant au lycée pour hommes. Au total, 5 154 filles passent par le lycée de filles, dont 648 filles diplômées.
Une petite partie des archives du lycée est conservée à la Bibliothèque nationale de Grèce à Athènes.

## L'organisation de l'enseignement

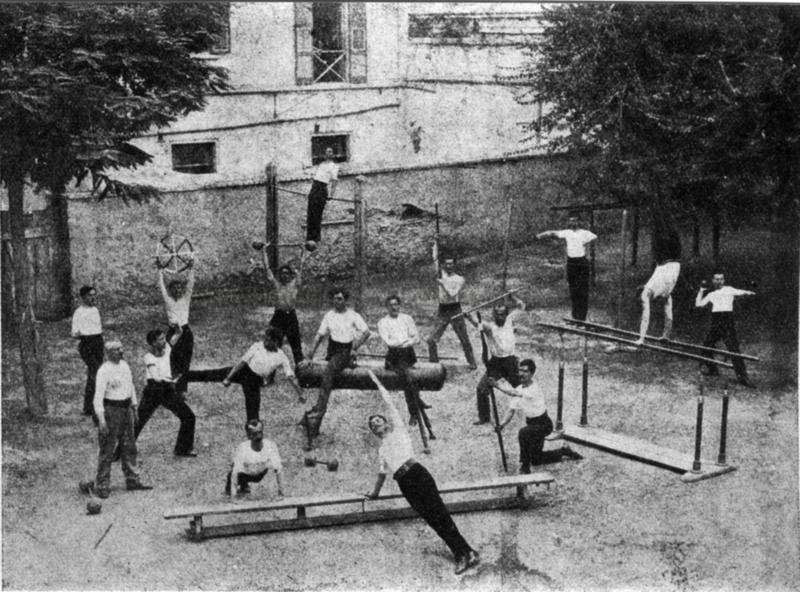
Gymnastes de l'amicale bulgare Younak dans la cour du lycée de Thessalonique.

Au cours de la première décennie qui a suivi sa fondation, le lycée a grandi et s'est renforcé. La durée d'études y est de 7 ans au total, 3 ans de cours inférieur et 4 ans de cours supérieur. Il enseigne les mathématiques, la chimie, la physique, l'histoire, la géographie, l'histoire naturelle, la littérature, la pédagogie, la didactique, la psychologie, la comptabilité, les disciplines techniques et autres. Malgré les relations hostiles entre les communautés bulgare et grecque de la ville à cette époque, le lycée a également donné une solide connaissance de l'antiquité classique. Il enseigne le grec ancien ainsi que le latin. Le turc et le français sont également enseignés. Jusqu'en 1899, le lycée avait deux départements, classique et moderne.
Les lycéens sont admis sur examen préalable. Seuls les diplômés des écoles secondaires de Skopje, Bitola et Edirne en sont exemptés. Le lycée bulgare pour garçons de Thessalonique organise des examens annuels. Un pensionnat a été installé au lycée pour loger des étudiants de toute la Macédoine. Au cours de l'année scolaire 1888-1889, 114 élèves sont hébergés dans la pensions. Certains des étudiants les plus pauvres reçoivent une allocation complète, d'autres une allocation partielle, payant 5 ou 10 livres par an, et les plus riches, qui sont peu nombreux, paient une taxe complète de 15 ou 20 livres. Il y a des classes de chimie et de physique bien équipées, une bibliothèque, ce qui nécessite l'ouverture d'une salle de lecture pour les étudiants, un orchestre d'étudiants. L'un de ses diplômés, Pavel Chatev, décrit ainsi l'ambiance au lycée :
« Alors qu'à l'école primaire de Skopje la compétition entre les élèves était plus dans les jeux et les aventures dans la pension ou à l'extérieur, ici à Thessalonique, la compétition entre tous les élèves était seulement à l'école... Les élèves des classes supérieures étaient le sujet d'attention générale, et à leur tour ils traitaient et considéraient les élèves des classes inférieures  avec clémence, comme s'ils avaient été nommés et tuteurs. »
Les professeurs du lycée ne sont pas seulement des Bulgares, mais aussi des Turcs, des Russes, des Français et même un Suisse, Daniel Blanchoud (bg).
Il est important de noter que la station météorologique du lycée était la seule à Thessalonique et sur toute la péninsule balkanique et la première au sein de l' Empire ottoman. De l'année scolaire 1887-1888 à l'année scolaire 1895-1896, le lycée avait un cours pédagogique de deux ans suivi par 129 élèves, et de 1899-1900 à 1903-1904 il y avait un cours de commerce, à partir duquel le lycée commercial bulgare de Thessalonique a été créé.
Après la révolution des Jeunes-Turcs de juillet 1908, une branche de l'Amicale de gymnastique « Younak » fut établie au lycée, dirigée par le professeur suisse Daniel Blanchoud, et elle dépassa bientôt 70 membres.

## Le lycée dans les luttes culturelles et nationales
Le lycée de Thessalonique se distingue comme le centre le plus important de l'éducation bulgare dans les terres laissées après 1878 au sein de l'Empire ottoman. C'est le centre de résistance dans le domaine de l'éducation contre la propagande grecque et serbe (bg) en Macédoine. Défini comme la « mère de toutes les écoles macédoniennes », le lycée de Thessalonique a aidé à la création d'autres écoles bulgares en Macédoine, le lycée classique de Bitola (bg) (où le département classique du lycée de Thessalonique a déménagé en 1899), l'école pédagogique de Skopje (bg), de nombreuses classes et écoles primaires où enseignent ses diplômés.
Après la création de l'amicale des Serbo-Macédoniens (en) à Belgrade, en 1886, l'activiste de la société Temko Popov (en) a été envoyé à Thessalonique. D'autre part, Panto Kondov, un lycéen, a été amené à Constantinople par Stojan Novaković, où il a été recruté pour la propagande serbe. Popovich a réussi à obtenir un emploi en tant qu'hôte au lycée bulgare où, et avec Kondovic, il a commencé à propager le serbo-macédonianisme. Leur propagande a connu un tel succès qu'en janvier 1887, une émeute d'étudiants a éclaté dans le lycée, à la suite de laquelle un groupe d'étudiants a accepté l'offre du consul de Serbie d'aller étudier gratuitement aux frais de l'amicale Saint Sava (en) à Belgrade. Au début de 1888, ce groupe de 19 personnes, comprenant de futurs révolutionnaires du VMORO, tels que Damyan Grouev, Dimităr Mirtchev (bg) , Petar Poparsov et d'autres, poursuit ses études à la « Grande Ecole » de Belgrade. Après y avoir été soumis à de fortes pressions, ils se sont révoltés avec leurs amis et ont été expulsés. Ils ont émigré en groupes vers la Bulgarie, y compris Kondov.
Comme toute la société bulgare à Thessalonique, dans les années qui ont suivi 1893, les étudiants et les enseignants du lycée étaient divisés en deux camps - les « révolutionnaires » et les « évolutionnistes ». Le lycée est l'un des centres de la lutte entre ces deux courants. Les points de vue des partisans du développement évolutif sont liés à l'opinion de l'exarchat sur la nécessité de poursuivre le développement culturel, éducatif et économique de la population en Macédoine et à Edirne par des moyens légaux. Comme le note Pavel Shatev , le slogan des révolutionnaires, qui soutiennent les idées du VMORO pour préparer une lutte armée pour obtenir l'autonomie macédonienne, est « La liberté ne sera pas un exarque - elle veut Karadja », en référence au révolutionnaire et héros national bulgare Stefan Karadja.
Des structures du VMORO ont été mises en place dans le lycée. A plusieurs reprises, des grèves étudiantes y ont éclaté (soutenues par certains enseignants) contre la direction. La révolte des étudiants de 1897 a été l'un des événements les plus importants de l'histoire du lycée, dirigé contre le directeur et certains des enseignants qui ont soutenu les « évolutionnistes ». Les émeutes étudiantes sont plutôt le résultat de disputes entre enseignants ou citoyens, divisés en « révolutionnaires » et « évolutionnistes », et les étudiants ne sont qu'un outil pour le groupe des « révolutionnaires ». La raison de la grève de 1897 était le conflit entre les enseignants Blagoy Dimitrov (bg), membre du VMORO, et Kostadin Anguelov.
Du 2 au 4 janvier 1903 dans la salle de physique du lycée ont eu lieu les réunions du congrès de Thessalonique du VMORO, qui a décidé de la préparation de l'insurrection d'Ilinden–Préobrajénié. Dans la période du 22 au 24 avril 1910, la première assemblée générale de l'organisation la Patrie bulgare (bg) s'est tenue au lycée.

## Hommages
Ivan Vazov consacre au lycée le poème « Visite du lycée de Thessalonique », faisant partie du cycle « Sonnets macédoniens ». La raison du poème est sa visite au lycée en 1884.
Le glacier « Solun (en) » (c'est le nom bulgare de Thessalonique : Солун) sur la Terre de Graham en Antarctique est nommé ainsi en l'honneur du lycée de Thessalonique.

## Emplacement aujourd'hui à Thessalonique
Le lycée était situé à l'adresse actuelle du 99 rue Olimpou, à côté de la basilique Saint Dimitri. À sa place, il y a un nouveau bâtiment scolaire, qui abrite une école et un jardin d'enfants.
Le 5 mars 2014, une plaque commémorative a été placée sur le nouveau bâtiment par le maire de Thessalonique Yiánnis Boutáris et le ministre bulgare de la Culture Petăr Stoyanovitch

## Directeurs, enseignants et anciens élèves

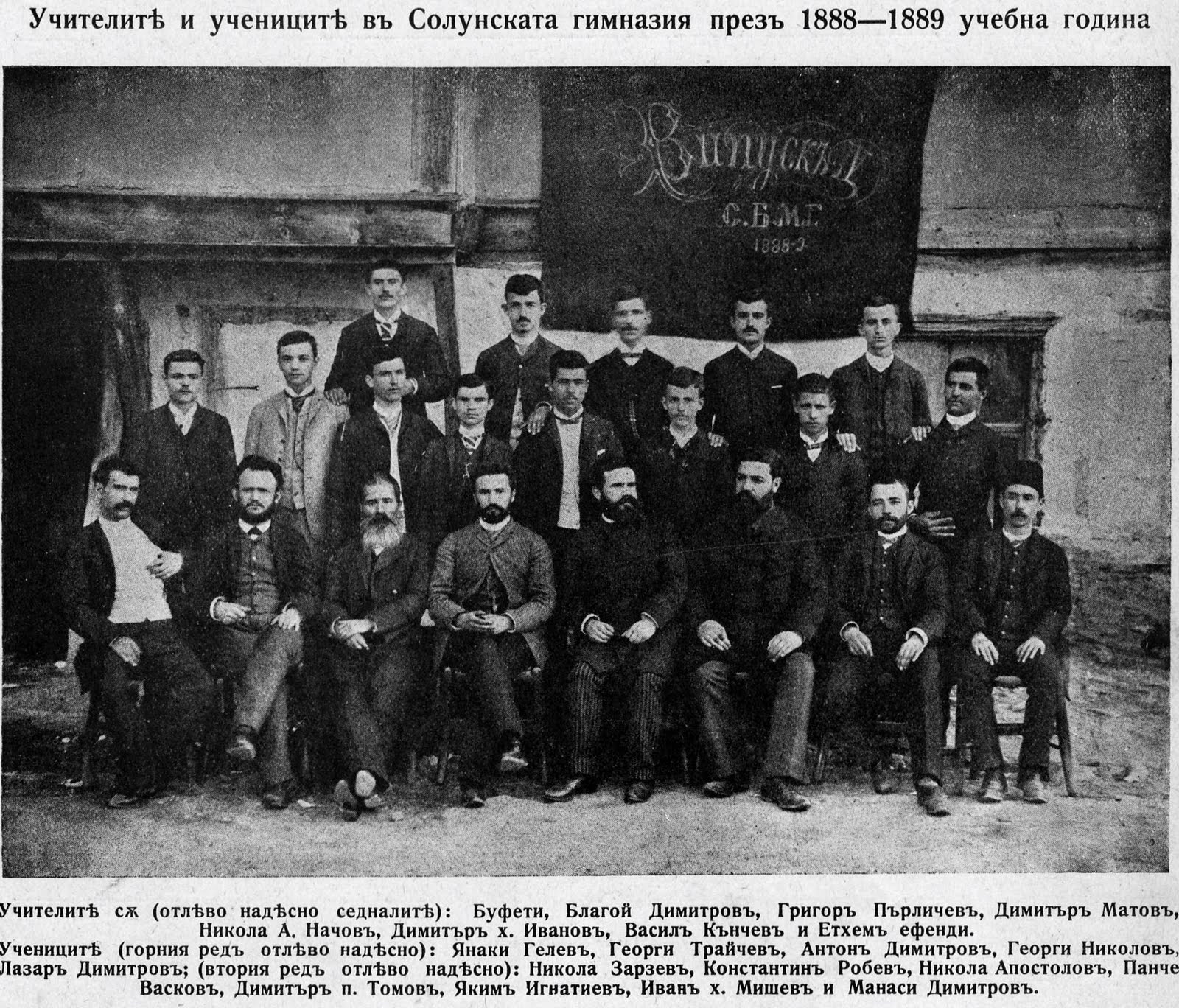
Enseignants et élèves du lycée de Thessalonique de l'année scolaire 1888-1889.
Enseignants, assis: Yeronim Boufeti,, Grigor Părlitchev,,,,, Edhem Efendi
Elèves, rang du haut:,,,,
Elèves, deuxième rang: Nikola Zarzev,,,,,, Ivan Hadjimichev,

D'éminents éducateurs bulgares et turcs, des scientifiques et des personnalités publiques enseignèrent au lycée. Bojil Raynov (bg) est considéré comme le premier directeur. Kouzman Chapkarev (bg) a dirigé le lycée pendant la première année en tant que professeur principal, et pour la deuxième année, il a été nommé superviseur,

### Directeurs
Entre sa création (1880) et la dernière année scolaire à Thessalonique (1912-1913), les directeurs du lycée étaient :
- Kouzman Chapkarev (bg) (1880–1881), professeur principal
- Bojil Raynov (bg) (1881–1883)
- Guéorgui Kandilarov (bg) (1883–1887)
- Konstantin Statelov (bg) (1888)[55]
- Natcho Natchov (bg) (1888–1891)
- Dimităr Hadjiivanov (bg) (1891–1892)
- Vassil Kăntchov (bg) (1892–1893)
- Mikhaïl Sarafov (bg) (1893–1896)
- Anastas Naoumov (bg) (1896–1897)
- Atanas Tchenguelev (bg) (1897–1899)
- Lazar Payakov (bg) (1899–1900)
- Guéorgui Raev (bg) (1900–1904)
- Christo Tentchev (bg) (1904–1907)
- Anton Popstoilov (bg) (1907–1909)
- Todor Detchev (bg) (1909–1912)
- Guéorgui Belev (bg) (1912–1913)[56]

### Enseignants
Parmi les plus connus des enseignants du lycée bulgares de garçons de Thessalonique (bg), on peut citer :
- Kouzman Chapkarev (bg), écrivain et folkloriste[57]
- Trayko Kitantchev (bg), personnalité publique, écrivain et révolutionnaire[58]
- Grigor Părlitchev (bg), écrivain[57],[59]
- Blagoy Popdimitrov (bg), mathématicien[59],[60]
- Dimităr Matov (bg), personnalité publique, géographe[59],[60]
- Vassil Kăntchov (bg), personnalité publique, géographe[59]
- Andrey Tochev, personnalité publique, diplomate, scientifique, Premier ministre[61],[62]
- Ivan Hadjinikolov (bg), libraire et révolutionnaire[57],[60]
- Kostadin Velitchkov (bg), écrivain et homme politique[63]
- Anton Dimitrov (bg), personnalité publique et révolutionnaire[57]
- Petăr Poparsov, révolutionnaire[57],[64]
- Ivan Garvanov (bg), révolutionnaire[65]
- Guiortché Pétrov, révolutionnaire[66]
- Anton Popstoilov (bg), historien et folkloriste[67]
- Christo Matov (bg), révolutionnaire[68]
- Dimităr Vlahov (bg), personnalité politique et journaliste[69]
- Christo Batandjiev (bg), révolutionnaire[70],[57]
- Kiril Părlitchev (bg), révolutionnaire[59]
- Anastas Razboynikov (bg), révolutionnaire et historien[71]
- Ivan Snegarov (bg), historien[72]

### Diplômés
Parmi les plus connus des anciens élèves du lycée bulgare de garçons de Thessalonique (bg), on peut citer :
- Gotsé Deltchev, révolutionnaire[59]
- Andreï Liaptchev, homme politique, premier ministre[73]
- Damé Grouev, révolutionnaire[74]
- Todor Aleksandrov, révolutionnaire[75]
- Ivan Pojarliev, révolutionnaire, officier[59]
- Boris Sarafov (bg), révolutionnaire[76]
- Dimităr Jostov (bg), officier[77],[78]